# MSXML
Microsoft XML Core Services (MSXML) ist eine Programmierschnittstelle, die die Entwicklung von nativen Windows-Programmen mit XML-Unterstützung in den Programmierumgebungen JScript, VBScript und anderen Microsoft-Entwicklungsumgebungen erlaubt. Sie unterstützt XML in der Version 1.0, DOM, SAX, XSLT, XML Schemata in XSD und XDR, sowie andere zu XML gehörende Technologien.
MSXML ist eine Menge eigenständiger Produkte, jeweils veröffentlicht und unterstützt von Microsoft:
- MSXML 6.0: MSXML6 ist das neueste MSXML-Produkt und wird (neben MSXML3) mit Microsoft SQL Server und Windows-Betriebssystemen ausgeliefert.
Ab dieser Version wird XDR (XML-Data Reduced schemas) nicht mehr unterstützt. Daher ist diese Version nicht abwärtskompatibel zu 3 und 4.[1]
- MSXML 5.0: MSXML5 ist eine binäre Version speziell für Microsoft Office.
- MSXML 4.0: MSXML4 wurde als getrenntes, herunterladbares SDK für Softwareunternehmen angeboten. Für die deutsche Sprache ist ein MSI-Paket verfügbar, jedoch kein Merge-Paket (MSM) für die Integration in das Setup eines Software-Produkts.
- MSXML 3.0: MSXML3 ist ein aktuelles MSXML-Produkt, das in Form der Datei msxml3.dll auf Windows-Betriebssystemen zu finden ist.
- MSXML 2.5 bzw. 2.6: sind frühe Versionen von MSXML, erkennbar an den Dateien msxml.dll und msxml2.dll. Sie werden nicht weiter von Microsoft unterstützt, und die exportierten CLSIDs wurden durch MSXML 3.0 zurückgezogen.